# Barri

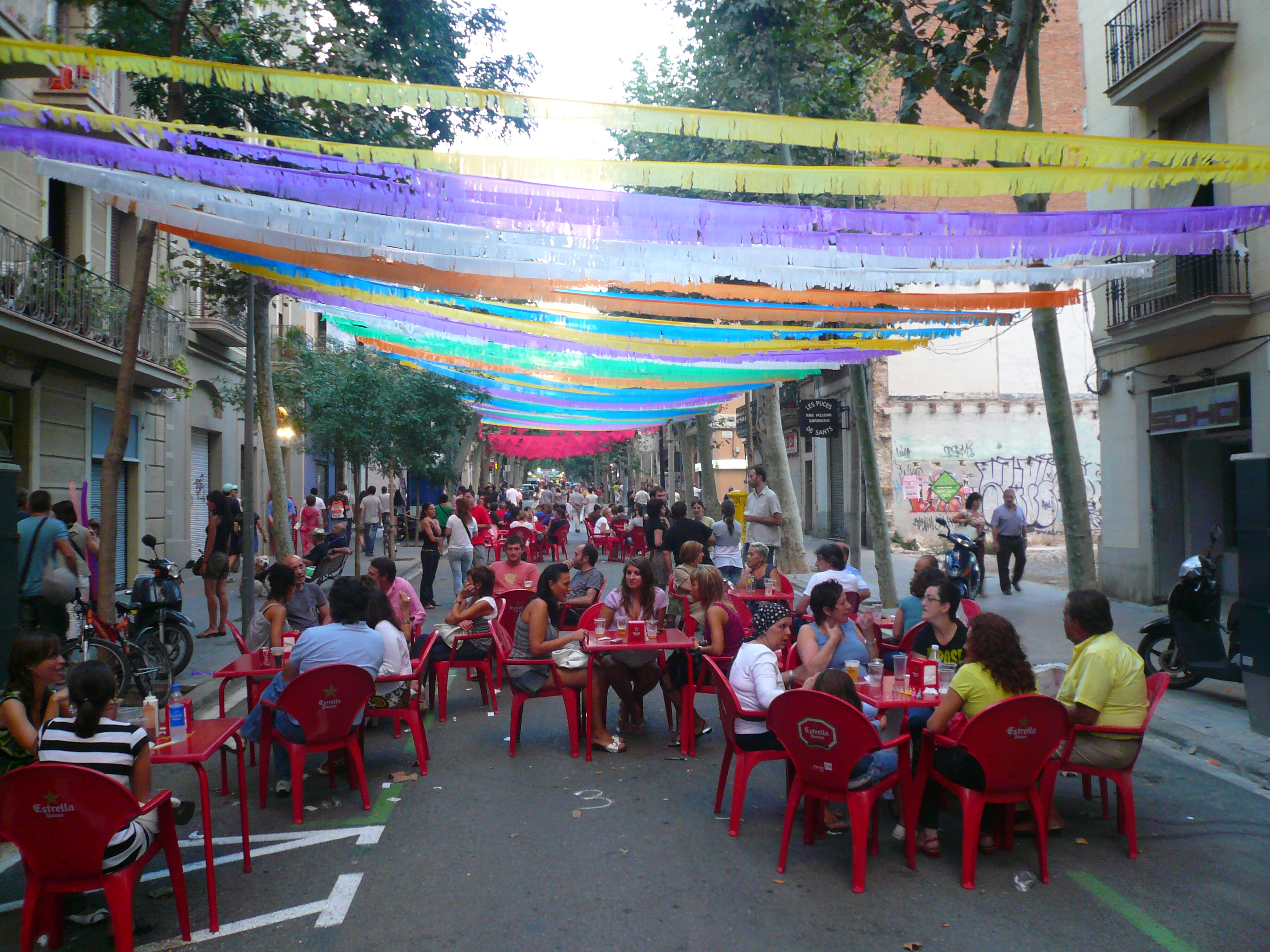
Festes de barri

Un barri és tota subdivisió amb identitat pròpia d'una ciutat, vila o poble. El seu origen pot ser una decisió administrativa (podent equivaler o no a un districte), una parròquia, una iniciativa urbanística (per exemple el conjunt d'edificis que una empresa construeix per als obrers d'una de les seves fàbriques), factors històrics o, simplement, el sentit comú de pertinença dels seus habitants basat en la proximitat o història, moltes vegades reforçat per l'antagonisme amb el barri veí.
Als Països Catalans sovint la identitat del barri, a banda de factors històrics, de comerç o altres, ve reforçada per les festes de barri i per l'acció de les associacions de veïns que el dinamitzen. N'és cas paradigmàtic el de Gràcia, a Barcelona, però hi ha molts altres llocs on el paper dels ajuntaments ha restat subjecte a subvencionar el que el veïnat ha organitzat. El paper d'aquestes associacions i entitats sovint ha permès teixir veritables xarxes de suport i donar resposta a les necessitats sorgides de temes urbanístics, d'envelliment de la població, etc.

## Barris

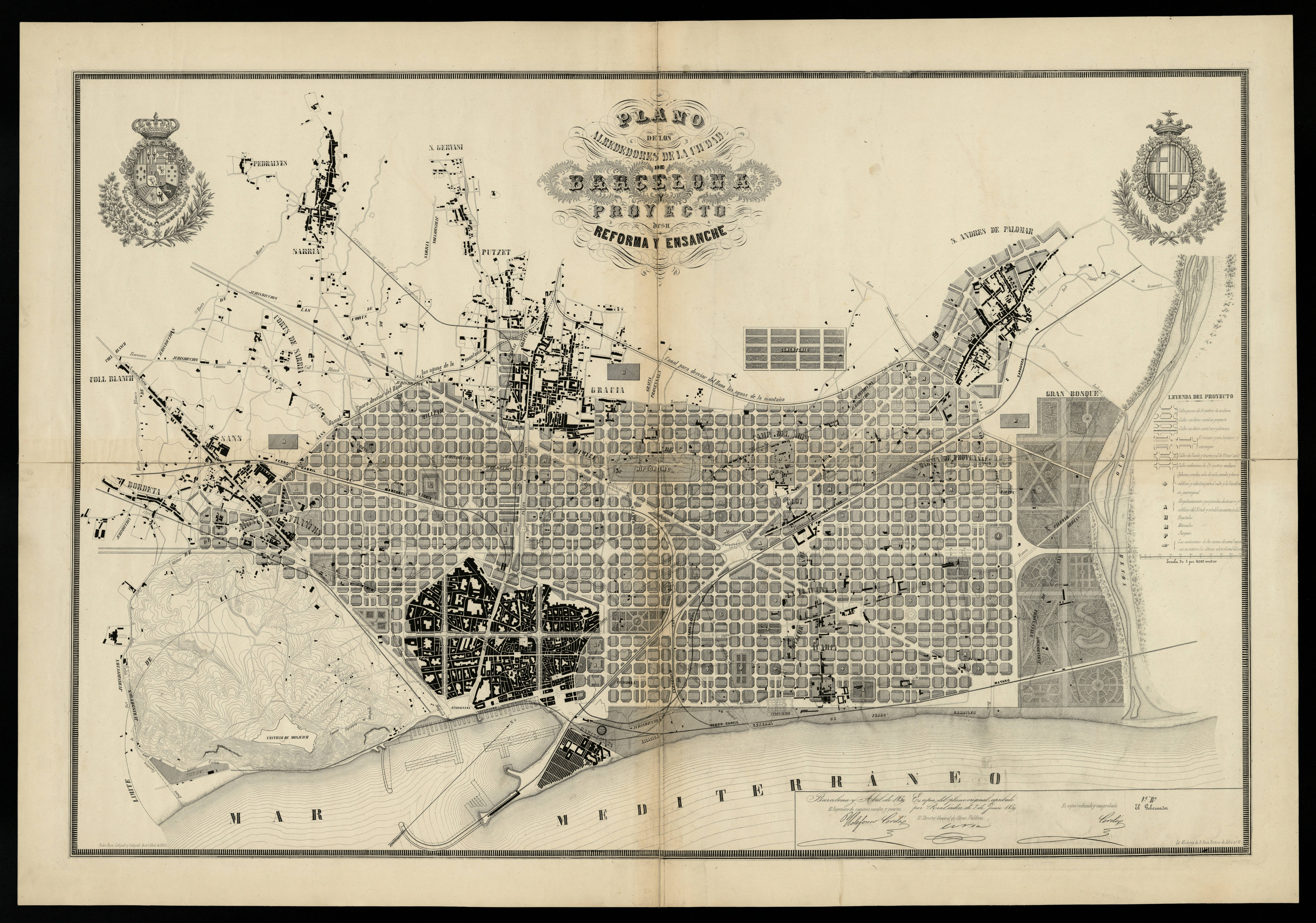
Antic plànol de Barcelona (1859), on es distingeix la ciutat vella, actualment els barris del Raval i Gòtic, l'Eixample i es poden intuir els aleshores municipis de Sants i Gràcia, actualment barris de la ciutat.

- Barris d'Alacant
- Barris d'Alcoi
- Barris de Badalona
- Districtes i barris de Barcelona
- Barris de Lleida
- Barris de Palma
- Districtes i barris de Terrassa
- Districtes i barris de València

## Altre significats en diferents llengües
A Euskadi, la paraula auzo (barriada, pedania, veïnatge), sovint traduït com a districte o barri, és una entitat de població adscrita a un municipi (udal). També s'utilitza per a referir-se als barris urbans, coincidint amb la definició catalana de "barri".

### Amèrica
A Veneçuela es denomina barrio a les zones deprimides de les ciutats que manquen de serveis bàsics i de construcció d'habitatges precaris, mentre que al Brasil es denomina favela.
En les lletres del tango a l'Argentina se sol oposar al barri (o "rioba", en vesre, al revés) enfront del centre de la ciutat. El barri representa els valors de la decència i la tradició enfront dels perills que tanca la "modernitat" encarnada en el centre. El barri és l'escenari dels partits de futbol, del primer cigarret i de la primera núvia.
Als Estats Units s'ha adoptat la veu castellana barrio per designar els barris de les ciutats estatunidenques habitats predominantment per hispans. En particular El Barrio de Nova York és un barri de més de 100.000 habitants en el nord-est de l'illa de Manhattan.